# Automolodes vacuna
Automolodes vacuna är en fjärilsart som beskrevs av Druce 1888. Automolodes vacuna ingår i släktet Automolodes och familjen mätare. Inga underarter finns listade i Catalogue of Life.